# 哲翁原野隧道
哲翁原野隧道（英語：Tetsuo Harano Tunnels）是一條位於夏威夷州歐胡島的行車隧道，穿越科奥劳岭。隧道是屬H-3號州際公路一部份，該公路連接卡內奧赫和H-1号州际公路。隧道往長卡內奧赫方向5,165英尺（1,574），而往哈拉瓦方向則長5,165英尺（1,574）。

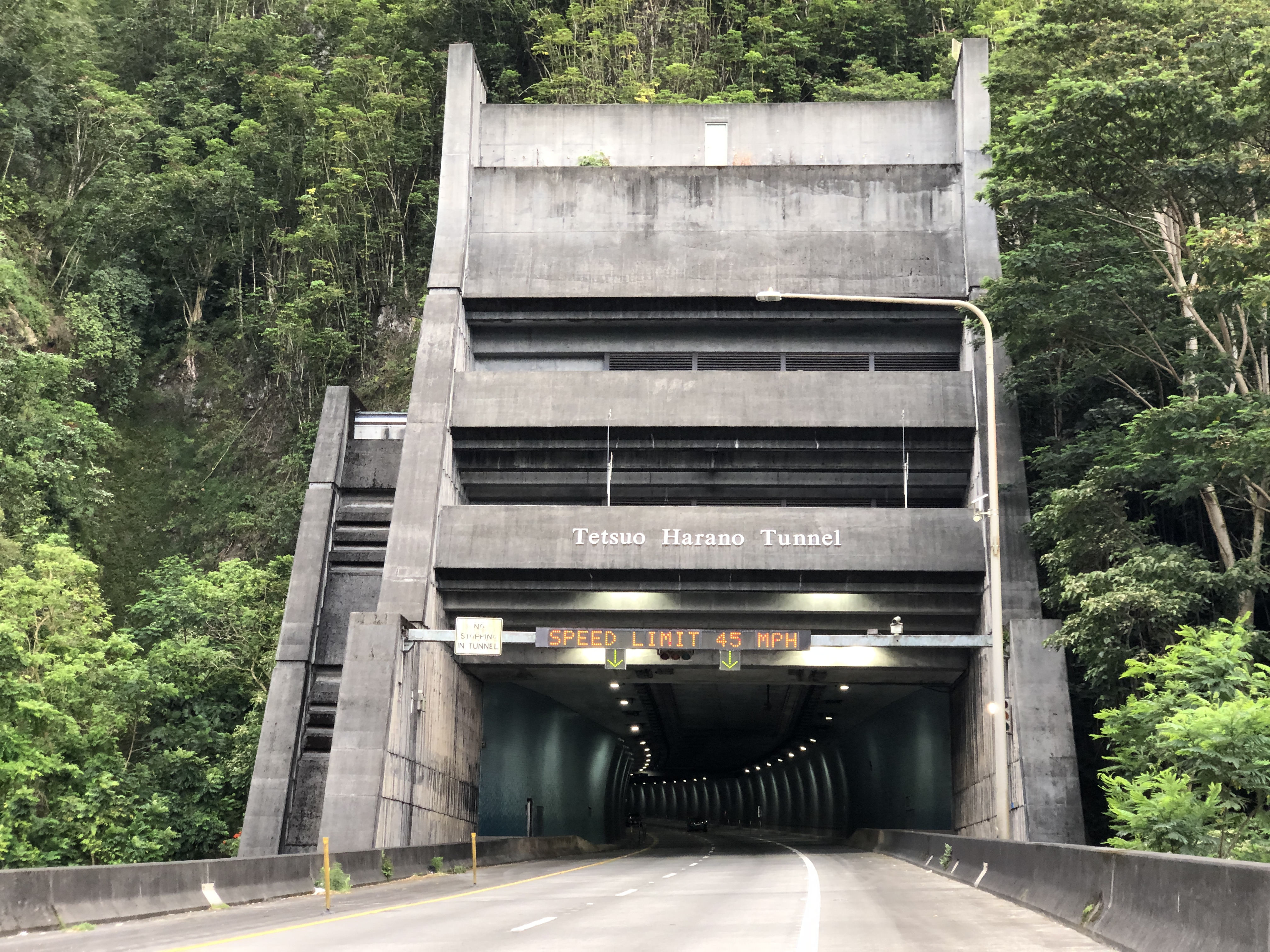
E西行方向隧道入口

隧道取名自前夏威夷州高速公路局局長哲翁原野（Tetsuo Harano），他一生共出任52年公職。這隧道曾短暫易名為约翰·A·伯恩斯隧道，但在新州長琳达·林格尔上任後會改回原名。